# Лов'янова Ірина Василівна
Іри́на Васи́лівна Лов'я́нова (нар. 22 травня 1971 року, Кривий Ріг) — педагог, доктор педагогічних наук (2015), професор (2020), співавторка підручників з математики, геометрії.

## Біографічні дані
Народилася 22 травня 1971 року в Кривому Розі.
У 1993 році закінчила Криворізький педагогічний інститут. З 1992 по 1994 рік працювала вчителем математики та інформатики Криворізької середньої школи № 61 (нині Криворізька гімназія №61).
З 1994 по 2000 рік — вчителем математики Криворізького обласного ліцею-інтернату для сільської молоді (з 2022 Криворізький ліцей «КОЛІЯ»).
З 2001 по 2012 та з 2015 року працює у Криворізькому педагогічному університеті: з 2019 — професор кафедри математики та методики її навчання.
З 2012 по 2015 рік на докторантурі кафедри математики і методики навчання математики Черкаського національного університету ім. Б. Хмельницького за спеціальністю — теорія і методика навчання математики.

## Наукова робота
Проводить наукові дослідження проблем інтелектуального розвитку особистості старшокласників в умовах профільної школи; теоретичні засади навчання математики в профільній школі та проблеми професійної підготовки майбутнього вчителя математики до роботи у сучасній школі; методичні питання організації змішаного навчання учнів та студентів. 
Співавторка шкільних підручників: 
- «Математика: підручник для учнів 10 класу загальноосвітніх навчальних закладів. Рівень стандарту» (2010),
- «Геометрія (профільний рівень): підручник для 10 класу закладів загальної середньої освіти» (2019),
- «Геометрія (профільний рівень): підручник для 10 класу закладів загальної середньої освіти» (2023).[1]

### Основні праці
За ЕСУ:
- Професійно спрямоване навчання математики у профільній школі: теоретичний аспект. — Чк., 2014;
- Social and Economic Prioritiesin the Context of Sustainable Development. — Opole, 2016 (співавтор);
- Організація навчання математики у старшій профільній школі. — Чк., 2017 (співавтор);
- Information and innovation technologies in education. — Katowice, 2018 (співавтор);
- Interdisciplinary connections of Mathematics and Literature in the preparation for External Independent Assessment of Humanities students // J. of Physics: Conference Series. — 2023. Vol. 2611 (співавтор);
- Formation of digital competence of specialists in socionomic professions as a pedagogical problem. — Workshop Proceedings, 2024 (співавтор).[1]

## Відзнаки та нагороди
- Грамота Міністерства освіти України (2000);
- Грамота виконкому Криворізької міської ради (2000);
- Грамота Управління освіти і науки Дніпропетровської облдержадміністрації (2002);
- Грамота Управління освіти і науки виконкому Криворізької міської ради (2005)[2].